# Sint-Salvatorkerk (Utrecht)
De Sint-Salvatorkerk (ook Oud-Munsterkerk genoemd) was een van de vijf kapittelkerken in de Nederlandse stad Utrecht. De andere waren de Dom, de Pieterskerk, de Janskerk en de Mariakerk. Aan de Sint-Salvatorkerk was een kapittel van twintig kanunniken verbonden. Met het kapittel verbonden was de proosdij.
Het bouwwerk was gesitueerd op het huidige Domplein vlak naast de Domkerk. De kerk werd in 1587, na de Reformatie en het verbod op de katholieke godsdienstuitoefening, gesloopt.

## De eerste Sint-Salvatorkerken
De eerste Sint-Salvatorkerk werd gesticht door Willibrord (†739) na zijn wijding tot aartsbisschop in 695 door paus Sergius I en de toewijzing door Pepijn van Herstal van het voormalige Romeinse fort Traiectum (burcht Trecht) als zetel. Het exacte stichtingsjaar is niet bekend maar deze valt in ieder geval voor 724. De kerk werd gebouwd binnen de muren van het voormalige fort. Het patrocinium - Salvator, wat 'verlosser' betekent, Christus zelf dus - verwijst mogelijk naar de Lateranenkerk, de kathedraal van de bisschop van Rome, de paus dus, en daarmee hoofdkerk van stad en wereld. Ook deze kerk was namelijk in de eerste plaats aan Christus-Salvator gewijd. 
In 726 werd door Frankische hofmeier Karel Martel, volgens een schenkingsakte uit 726, de Villa Heliste in Marithaime (Elst) geschonken aan de Salvatorkerk. Elst was in de Romeinse tijd een belangrijke plaats, omdat daar het grootste heiligdom van de Bataven was gevestigd in de Tempels van Elst. 
Mogelijk heeft Willibrordus' leerling Bonifatius, die ernaar streefde om van Utrecht een zelfstandig bisdom te maken, naast het kerkje van Willibrordus een grotere Salvatorkerk gebouwd. Dat zou dan het gebouw zijn dat de volgende eeuwen bekend zou staan als de "kerk van Oudmunster". Van de Salvatorkerk in zijn eerste gedaantes zijn geen afbeeldingen bekend. Rond de Tweede Wereldoorlog werd de bodem ter plaatse van de Salvatorkerk archeologisch onderzocht. Ter plaatse van de voormalige kruising, op de as van de kerk, werden muurresten en kalkstenen sarcofagen gevonden. Uit de positionering van deze resten op de as van de latere kerk kon geconcludeerd worden dat het ging om de oostelijke annex van de kerk. Uit het merkwaardige grondplan van de latere kerk (met onder meer een zeer breed en een extreem kort schip en een zware toren) konden ten slotte de dimensies van de op de oostelijke annex aansluitende zaal worden gededuceerd. De Utrechtse Salvatorkerk was in eerste opzet waarschijnlijk een forse zaalkerk van circa 12 bij 18 meter, met aan de oostkant een ingesnoerde annexbouw, eveneens op rechthoekige grondslag (omstreeks 9 bij 12 meter).
De oostelijke annex diende mogelijk als koor, maar gezien het grote aantal kalkstenen sarcofagen binnen de muren van dit bouwdeel gebruikte men deze ruimte ook als grafkapel, of was er sprake van een combinatie van beide functies.
De Salvatorkerk lag ten zuidwesten van een tweede, kleiner kerkgebouw, vanaf de twaalfde eeuw bekend als de Heilig-Kruiskapel (gesloopt in 1826). Waarschijnlijk was deze kerk oorspronkelijk de Sint-Maartenskerk. Tezamen vormden de kerken tot de tiende eeuw een complex dat wel met de term dubbelkathedraal wordt aangeduid. Of het complex daadwerkelijk als zodanig functioneerde is niet duidelijk. Vanaf omstreeks 750 heeft de Maartenskerk duidelijk het primaat en wordt zij met de term kathedraal aangeduid. Daarmee zou zij de directe voorloper zijn van de latere Domkerk.
Merkwaardigerwijs blijkt uit bronnen uit de latere middeleeuwen dat de Maartensdom wat betreft het dooprecht - toch een privilege dat bij uitstek aan de hoofd- en moederkerk van een bisdom (de kathedraal dus) verbonden hoort te zijn - afhankelijk was van de Salvatorkerk, waar in de westbouw een als oeroud omschreven doopvont stond opgesteld. Het kapittel van de Dom diende daar zijn wijwater te betrekken. Dit merkwaardige gebruik is een aanwijzing dat de Salvatorkerk mogelijk eerst als hoofdkerk was bedoeld, maar dat die functie rond 750 op de Maartenskerk is overgegaan.

## Herstel en herbouw in latere tijd

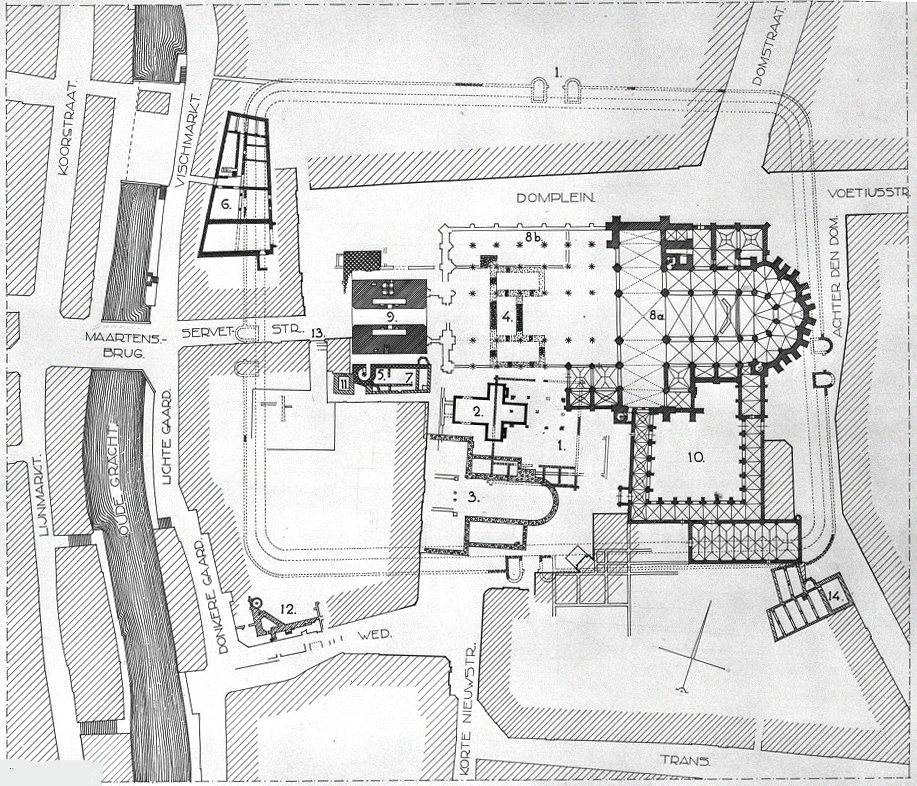
Plattegrond van het Domplein en omgeving met het castellum en middeleeuwse bouwwerken weergegeven.
1 Castellummuren met poorten en principia in periode 5
2 Heilige Kruiskapel
3 Sint-Salvatorkerk
4 Dom van Adelbold
5 Traptoren
6 Lofen
7/11-13 Bisschopshof
8a/b Domkerk
9 Domtoren
10 Pandhof Dom
14 Claustraal huis (Achter de Dom 7)
(Bron plattegrond: Rijksdienst voor het Cultureel Erfgoed/J.P. de Koning.)

Tijdens het langdurige episcopaat van bisschop Balderik (918-976) werd de kerk hersteld en mogelijk uitgebreid. Wat er precies gebeurde is niet duidelijk. Mogelijk werd er aan de oostzijde een nieuwe grafruimte toegevoegd. Waarschijnlijk besteedde Balderik meer aandacht aan de bouw van een nieuwe Domkerk ter plaatse van de huidige Domkerk. Onder Balderiks derde opvolger Ansfried (995-1010) werd de Salvatorkerk grotendeels herbouwd. De zaal werd als het ware in tweeën geknipt, waarbij op de westelijke helft een westwerk naar voorbeeld van de westbouw van de keizerlijke paltskapel in Aken (door Karel de Grote voor 800 gesticht) werd opgetrokken en het oostelijke deel door toevoeging van zijbeuken tot een basilikale aanleg werd getransformeerd. De oude oostelijke annex koor werd gehandhaafd. Mogelijk diende de Salvatorkerk in deze gedaante enige decennia als bisschoppelijke paltskerk. Dergelijke kerken werden vanaf 1000 ook elders bij bisschoppelijke complexen gebouwd. Zij dienden als representatief oratorium voor de bisschop en zijn hofhouding. Een en ander houdt weer verband met het wereldlijk gezag dat de keizer steeds vaker aan de bisschoppen toevertrouwde. Hiermee werden de bisschoppen vertegenwoordigers van het keizerlijk gezag in het bisdom wat er op veel plaatsen toe heeft geleid dat bisschoppen zich van keizerlijke architectonische motieven is gaan bedienen.
Onder bisschop Bernold kwam een einde aan de status van paltskerk. De Salvatorkerk werd tot kapittelkerk omgevormd en de Maartenskerk werd definitief kathedraal, de hoofdkerk van de bisschop. Onder bisschop Bernold, (mede-) opdrachtgever voor de kerken van het Utrechtse kerkenkruis, of zijn opvolger bisschop Willem, werd de Salvatorkerk aangepast aan zijn nieuwe functie en wederom grondig verbouwd en uitgebreid. De oude oostelijke annex werd afgebroken en vervangen door een transept of dwarsschip, waarop aan de oostzijde een prestigieus, zeer diep, driezijdig gesloten koor aansloot. Onder dit koor was een ruime crypte, die toegankelijk was via zijkapellen aan weerszijden van het koor. Qua vormgeving en opzet sloot de koorpartij aan bij de kerken die bisschop Bernold had gebouwd. Het extreem diepe koor - waarmee de Salvatorkerk zich duidelijk onderscheidde van de Bernoldkerken - lijkt te verwijzen naar het bijzondere verleden als grafkerk van de eerste Utrechtse bisschoppen, waaronder Bonifatius (die nooit bisschop van Utrecht was geweest, maar gedurende de middeleeuwen wel als zodanig beschouwd werd). Ook elders verrezen bij grafkerken dergelijke diepe koren, zoals bij een aantal kapittelkerken in het aartsbisdom Keulen. De kerken van Sank-Severin en Sankt-Gereon (Keulen) en Cassius en Florentius (Bonn), werden in de elfde eeuw met dergelijke 'langkoren' uitgevoerd. Al deze kerken stonden op (Romeinse) grafvelden en beschikten daarmee over een groot aantal relieken (binnen de burcht Trecht zijn overigens geen Romeinse grafvelden aangetroffen).
Opmerkelijk is de programmatische altaardispositie van de nieuwe koorpartij. Het hoogaltaar was in de eerste plaats gewijd aan Christus-Salvator. Het altaar in de noordelijke zijkapel was aan Maria gewijd, dat in de zuidelijke kapel aan Johannes Evangelist. Tezamen beeldden deze altaren de kruisdood uit en daarmee de Verlossing, zoals beschreven in het Evangelie van Johannes. Het hoogaltaar was evenwel ook aan Bonifatius gewijd, die in 754 bij Dokkum werd gedood. Daarmee was deze heilige, die als medestichter van het bisdom werd beschouwd, de eerste navolger van Christus in Utrecht.
Maar het programmatische karakter van de altaardispositie ging nog verder. Onder het hoogaltaar bevond zich in de crypte een altaar dat aan de heilige Stephanus was gewijd. Stephanus, die als eerste zijn geloof in Christus met de dood had moeten bekopen. Voor dit altaar lag het graf van de vroege bisschop Frederik (†835), die in de Salvatorkerk werd vermoord nadat hij - volgens latere overlevering - te ver was gegaan in zijn commentaar op de losbandige levenswandel van keizerin Judith. Hiermee werd hij als tweede martelaar van het bisdom de eerste navolger van Bonifatius. Deze altaardispositie lijkt erop gericht te zijn geweest de ontstaansgeschiedenis van het bisdom Utrecht te vervlechten met de kruisdood en de ontstaansperiode van het christendom en dus onderdeel te laten maken van de christelijke heilsgeschiedenis.
De Sint-Salvatorkerk kreeg in deze tijd een eigen kapittel en immuniteit. Hierop stonden, behalve de kerk zelf en de huizen van de kanunniken, ook de Heilig-Kruiskapel, die men zoals gezegd als eerste Maartenskerk moet identificeren en die als zodanig was opgevolgd door een nieuwe, waarschijnlijk door bisschop Balderik gebouwde kathedraal.
In 1131 en 1253 werd de Sint-Salvatorkerk beschadigd tijdens stadsbranden, en hersteld. Mogelijk werden toen al verdiepingen aangebracht in de zijkapellen van het koor, om zo ruimte te creëren voor een sacristie en het kapittelarchief. Daarbij werden de hoge boogopeningen dichtgemaakt via welke de zijkapellen vanuit het schip toegankelijk waren. De crypte, die aanvankelijk alleen via de zijkapellen te betreden was, zoals nu nog in de Utrechtse Pieterskerk, werd vanuit het transept geopend. De onderruimtes in de zijkapellen kon men door deze ingreep nu alleen nog maar via de crypte bereiken; deze ruimtes werden daar langzaam maar zeker ruimtelijk onderdeel van. Hun liturgische functie behielden zij. Zo bestond er een innige devotie voor het altaar ter ere van Heilige-Maagd-Maria-in-de-kleine-crypte, in de onderruimte van de noordelijke zijkapel.

## De laatste gedaante
In haar laatste gedaante was de Salvatorkerk een grotendeels tufstenen kruisbasiliek met een diep koor, een transept een kort schip en een westwerk met twee torenspitsen. Hoewel het casco van de kerk uit de 10e (schip, westwerk) en 11e eeuw (koor, dwarsschip) stamde, en volledig romaans is te noemen, paste men het gebouw in 'cosmetisch' opzicht wel aan de eisen des tijds aan. Zo zijn transept en koorsluiting met hoge gotische spitsboogvensters met tracering uitgevoerd, terwijl ook in de romaanse rondboogvensters tracering was aangebracht. Ook verrezen er diverse nieuwe bijgebouwen, zoals de school aan de zuidzijde van de toren (mogelijk in de dertiende eeuw) en de kapel annex bibliotheek aan de zuidzijde van het koor.
Van deze kerk in deze toestand zijn een plattegrond en opstandtekeningen van Aernout van Buchel bewaard gebleven, gemaakt kort voor, na of misschien wel tijdens de sloop in 1587-1588. Een andere bron is de beschrijving die kanunnik Jan Mersman in 1592 van de toen reeds afgebroken kerk maakte. Van de kerk bleef bovengronds niets over. Ook de funderingen zijn grotendeels verwijderd. Dit kan te maken hebben met de tufsteen waaruit het overgrote deel van kerk was gebouwd. Dit was een kostbare grondstof voor waterdichte specie (tras). In het Museum Catharijneconvent bevindt zich een paneel met een olieverfschildering vervaardigd door de Meester van de Inzameling van het Manna rond 1475. Op dit werk, getiteld Genezing van de blinde te Jericho, staat (waarschijnlijk) de toren van de Sint-Salvatorkerk afgebeeld. Melchisedech van Hooren vervaardigde tevens rond 1570 een stadsgezicht met daarop de kerk.
Tegenwoordig zijn de contouren van het koor en een deel van het dwarsschip van de Sint-Salvatorkerk zichtbaar in de bestrating van het Domplein.